# Maria da Gloria d'Orléans-Braganza
Maria da Glória Henriqueta Dolores Lúcia Miguela Rafaela Gabriela Gonzaga d'Orléans-Braganza (Petrópolis, 13 dicembre 1946) è una principessa brasiliana, divenuta, per aver sposato Alessandro II di Jugoslavia, principessa ereditaria di Jugoslavia e di Serbia (1972-1985). Oggi è duchessa di Segorbe e contessa di Rivadavia nel Regno di Spagna.

## Famiglia di origine
Maria da Gloria è la seconda figlia di Pietro Gastone d'Orléans-Braganza, a sua volta nato dal matrimonio non dinastico di Pedro de Alcantara, principe del Gran Parà, con la contessa Elizabetta Dobrzensky de Dobrzenicz, e della principessa Maria de la Esperanza di Borbone-Due Sicilie, Infanta di Spagna. Per parte materna è cugina prima di Juan Carlos di Spagna.

## Principessa ereditaria di Jugoslavia e di Serbia
Il 1º luglio 1972, la principessa ha sposato, a Villamanrique de la Condesa, Alessandro II di Jugoslavia, principe ereditario di Jugoslavia e di Serbia.
La coppia ha avuto tre figli:
- Pietro Karađorđević (1980), principe di Serbia;
- Filippo Karađorđević (1982), principe ereditario;
- Alessandro Karađorđević (1982), principe di Serbia.

Nonostante la nascita di tre figli, la relazione tra Maria da Gloria e Alessandro si è deteriorata; il 19 febbraio 1985 è stata pronunciata la sentenza di divorzio.

## Duchessa di Segorbe e Contessa de Rivadavia
Nello stesso anno del suo divorzio, il 24 ottobre 1985 Maria da Gloria ha sposato Don Ignacio de Medina y Fernández de Córdoba, XIX Duca di Segorbe e XX Conte di Rivadavia, figlio di Victoria Eugenia Fernández de Córdoba, XVIII duchessa di Medinaceli.
Dall'unione sono nate due figlie:
- Sol María de la Blanca de Medina y Orléans-Braganza, LIV Contessa di Ampurias (nata nel 1986), erede apparente del Ducato di Segorbe.
- Ana Luna de Medina y Orléans-Braganza, XVII Contessa di Ricla (nata nel 1988).

## Particolarità genealogica
L'ascendenza di Maria da Gloria costituisce un curioso caso di studio genealogico dal momento che tutte le antenate in linea matrilineare fino a Maria Leszczyńska hanno sposato principi della Casa di Borbone:
Maria Leszczyńska, Regina di Francia → Elisabetta di Francia, Duchessa di Parma → Maria Luisa di Parma, Regina di Spagna → Maria Isabella di Spagna, Regina delle Due Sicilie → Maria Cristina delle Due Sicilie, Regina di Spagna → Luisa Ferdinanda di Borbone-Spagna, Duchessa di Montpensier → Maria Isabella d'Orléans, Contessa di Parigi → Luisa Francesca d'Orléans, Principessa delle Due Sicilie → Maria de la Esperanza di Borbone-Due Sicilie, Principessa d'Orléans-Braganza → Maria da Gloria d'Orléans-Braganza, Duchessa di Segorbe.

## Ascendenza
|                                              |                                |                                           | Genitori                                         |  |  | Nonni |  |  | Bisnonni          |  |  | Trisnonni       |  |
|                                              |                                |                                           |                                                  |  |  |       |  |  | Gastone d'Orléans |  |  | Luigi d'Orléans |  |
|                                              |                                |                                           |                                                  |  |  |       |  |  | Gastone d'Orléans |  |  | Luigi d'Orléans |  |
|                                              |                                | Vittoria di Sassonia-Coburgo-Koháry       |                                                  |  |  |       |  |  | Gastone d'Orléans |  |  |                 |  |
| Pietro d'Orléans-Braganza                    |                                |                                           |                                                  |  |  |       |  |  | Gastone d'Orléans |  |  |                 |  |
|                                              |                                | Isabella del Brasile                      | Pietro II del Brasile                            |  |  |       |  |  |                   |  |  |                 |  |
|                                              |                                | Isabella del Brasile                      | Pietro II del Brasile                            |  |  |       |  |  |                   |  |  |                 |  |
|                                              |                                | Isabella del Brasile                      | Teresa Cristina di Borbone-Due Sicilie           |  |  |       |  |  |                   |  |  |                 |  |
| Pietro Gastone d'Orléans-Braganza            |                                | Isabella del Brasile                      |                                                  |  |  |       |  |  |                   |  |  |                 |  |
|                                              |                                | Johann Václav Dobržensky de Dobrženicz    | John Nepomuk Dobržensky de Dobrženicz            |  |  |       |  |  |                   |  |  |                 |  |
|                                              |                                | Johann Václav Dobržensky de Dobrženicz    | John Nepomuk Dobržensky de Dobrženicz            |  |  |       |  |  |                   |  |  |                 |  |
|                                              |                                | Johann Václav Dobržensky de Dobrženicz    | Maria Friederike Wanczura von Rzehnicz-Brachfeld |  |  |       |  |  |                   |  |  |                 |  |
| Alžběta Dobržensky de Dobrženicz             |                                | Johann Václav Dobržensky de Dobrženicz    |                                                  |  |  |       |  |  |                   |  |  |                 |  |
|                                              |                                | Elisabeth Josefa Kottulinska von Kottulin | Joseph Kottulinsky von Kottulin                  |  |  |       |  |  |                   |  |  |                 |  |
|                                              |                                | Elisabeth Josefa Kottulinska von Kottulin | Joseph Kottulinsky von Kottulin                  |  |  |       |  |  |                   |  |  |                 |  |
|                                              |                                | Elisabeth Josefa Kottulinska von Kottulin | Adelaide von Attems                              |  |  |       |  |  |                   |  |  |                 |  |
| Maria da Gloria d'Orléans-Braganza           |                                | Elisabeth Josefa Kottulinska von Kottulin |                                                  |  |  |       |  |  |                   |  |  |                 |  |
|                                              | Alfonso di Borbone-Due Sicilie | Ferdinando II delle Due Sicilie           |                                                  |  |  |       |  |  |                   |  |  |                 |  |
|                                              | Alfonso di Borbone-Due Sicilie | Ferdinando II delle Due Sicilie           |                                                  |  |  |       |  |  |                   |  |  |                 |  |
|                                              | Alfonso di Borbone-Due Sicilie | Maria Teresa d'Asburgo-Teschen            |                                                  |  |  |       |  |  |                   |  |  |                 |  |
| Carlo Tancredi di Borbone-Due Sicilie        | Alfonso di Borbone-Due Sicilie |                                           |                                                  |  |  |       |  |  |                   |  |  |                 |  |
|                                              |                                | Maria Antonietta di Borbone-Due Sicilie   | Francesco di Borbone-Due Sicilie                 |  |  |       |  |  |                   |  |  |                 |  |
|                                              |                                | Maria Antonietta di Borbone-Due Sicilie   | Francesco di Borbone-Due Sicilie                 |  |  |       |  |  |                   |  |  |                 |  |
|                                              |                                | Maria Antonietta di Borbone-Due Sicilie   | Maria Isabella d'Asburgo-Lorena                  |  |  |       |  |  |                   |  |  |                 |  |
| Maria de la Esperanza di Borbone-Due Sicilie |                                | Maria Antonietta di Borbone-Due Sicilie   |                                                  |  |  |       |  |  |                   |  |  |                 |  |
|                                              |                                | Luigi Filippo Alberto d'Orléans           | Ferdinando Filippo d'Orléans                     |  |  |       |  |  |                   |  |  |                 |  |
|                                              |                                | Luigi Filippo Alberto d'Orléans           | Ferdinando Filippo d'Orléans                     |  |  |       |  |  |                   |  |  |                 |  |
|                                              |                                | Luigi Filippo Alberto d'Orléans           | Elena di Meclemburgo-Schwerin                    |  |  |       |  |  |                   |  |  |                 |  |
| Luisa d'Orléans                              |                                | Luigi Filippo Alberto d'Orléans           |                                                  |  |  |       |  |  |                   |  |  |                 |  |
|                                              |                                | Maria Isabella d'Orléans                  | Antonio d'Orléans                                |  |  |       |  |  |                   |  |  |                 |  |
|                                              |                                | Maria Isabella d'Orléans                  | Antonio d'Orléans                                |  |  |       |  |  |                   |  |  |                 |  |
|                                              |                                | Maria Isabella d'Orléans                  | Luisa Ferdinanda di Borbone-Spagna               |  |  |       |  |  |                   |  |  |                 |  |
|                                              |                                | Maria Isabella d'Orléans                  |                                                  |  |  |       |  |  |                   |  |  |                 |  |